# 舌尖上的粤语
《舌尖上的粤语》是广州本土网站羊城网为保护粤语于2012年12月5日推出的视频短片，视频第一版使用的是粤语和繁体中文，介绍了以下内容：
- 粤语和普通话的历史渊源
- 粤语是方言还是语言
- 粤语和普通话的音韵结构问题
- 国家是否应该只有一种语言
- 普通话是否国语
- 中国如今的推广普通话政策是否偏离原来路线

视频制作的目的是为了唤醒更多中国人对中国方言的危机意识，视频在推出以后，立刻引起新快报、羊城晚报、羊城地铁报等媒体的报道，在网络上引起广泛讨论。